# Lignol
Lignol (tiếng Breton: An Ignol) là một xã ở tỉnh Morbihan trong vùng Bretagne tây bắc Pháp. Xã này có diện tích 38,43 km², dân số năm 1999 là 859 người. Khu vực này có độ cao từ 93-187 mét trên mực nước biển.
Cư dân của Lignol danh xưng trong tiếng Pháp là Lignolais.